# Isola Maggiore
Die Isola Maggiore ist die zweitgrößte Insel im Trasimenischen See in Umbrien in der Gemeinde Tuoro sul Trasimeno. Ihr höchster Punkt liegt 307 Meter über dem Meeresspiegel und 48 Meter über dem See. Die 24 Hektar große Insel ist eines der beliebtesten Ausflugsziele der Region. Vor allem an Wochenenden besuchen die Touristen den kleinen Ort mit der einzigen – autofreien – Wohnstraße, der Via Guglielmi. 2001 hatte die Insel 35 dauerhafte Einwohner, 2014 waren es noch etwa 25, 2016 nur noch 16. Sie leben im Wesentlichen von Fischfang, dem Spitzenklöppeln und dem Tourismus.

## Geschichte

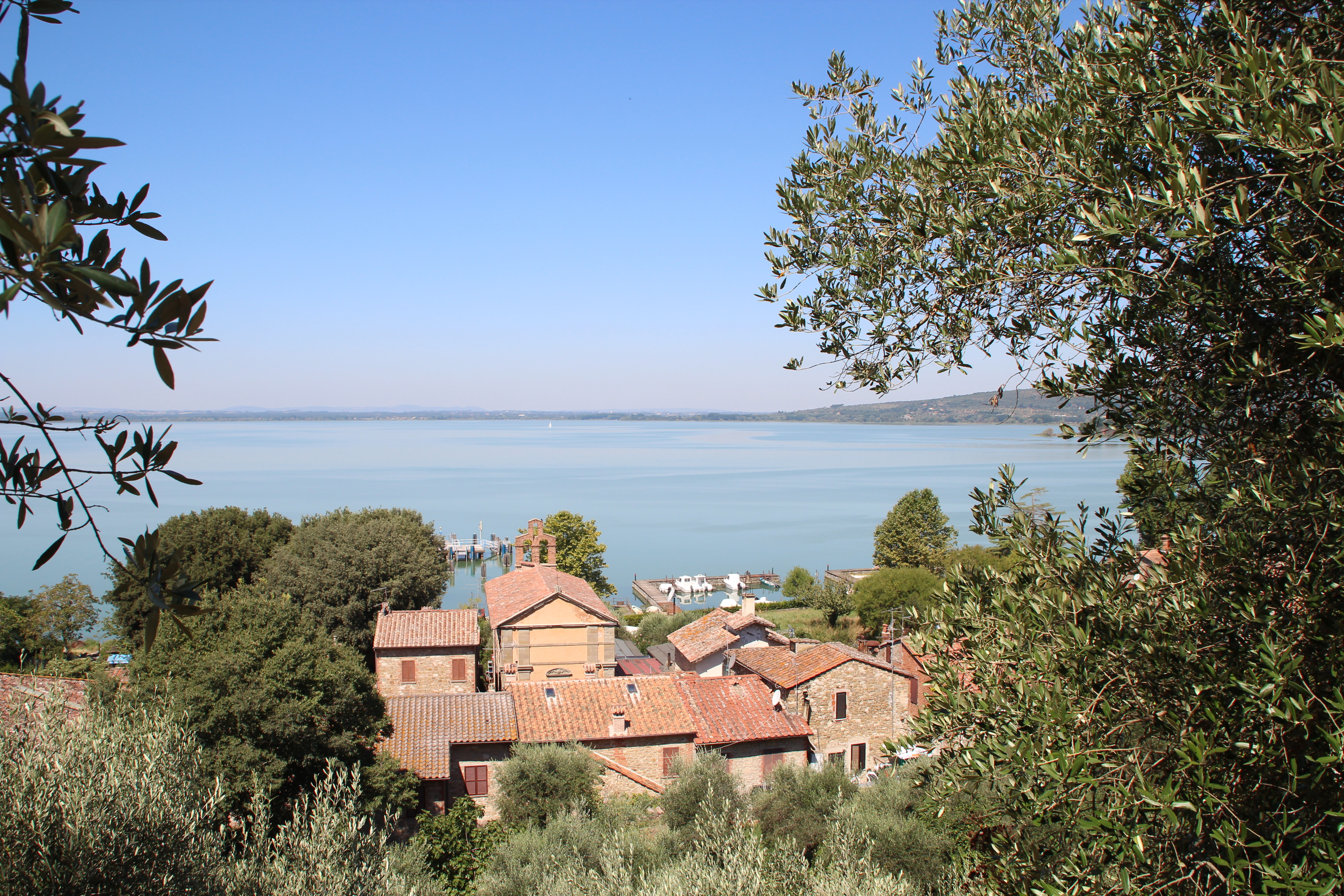
Blick nach Westen

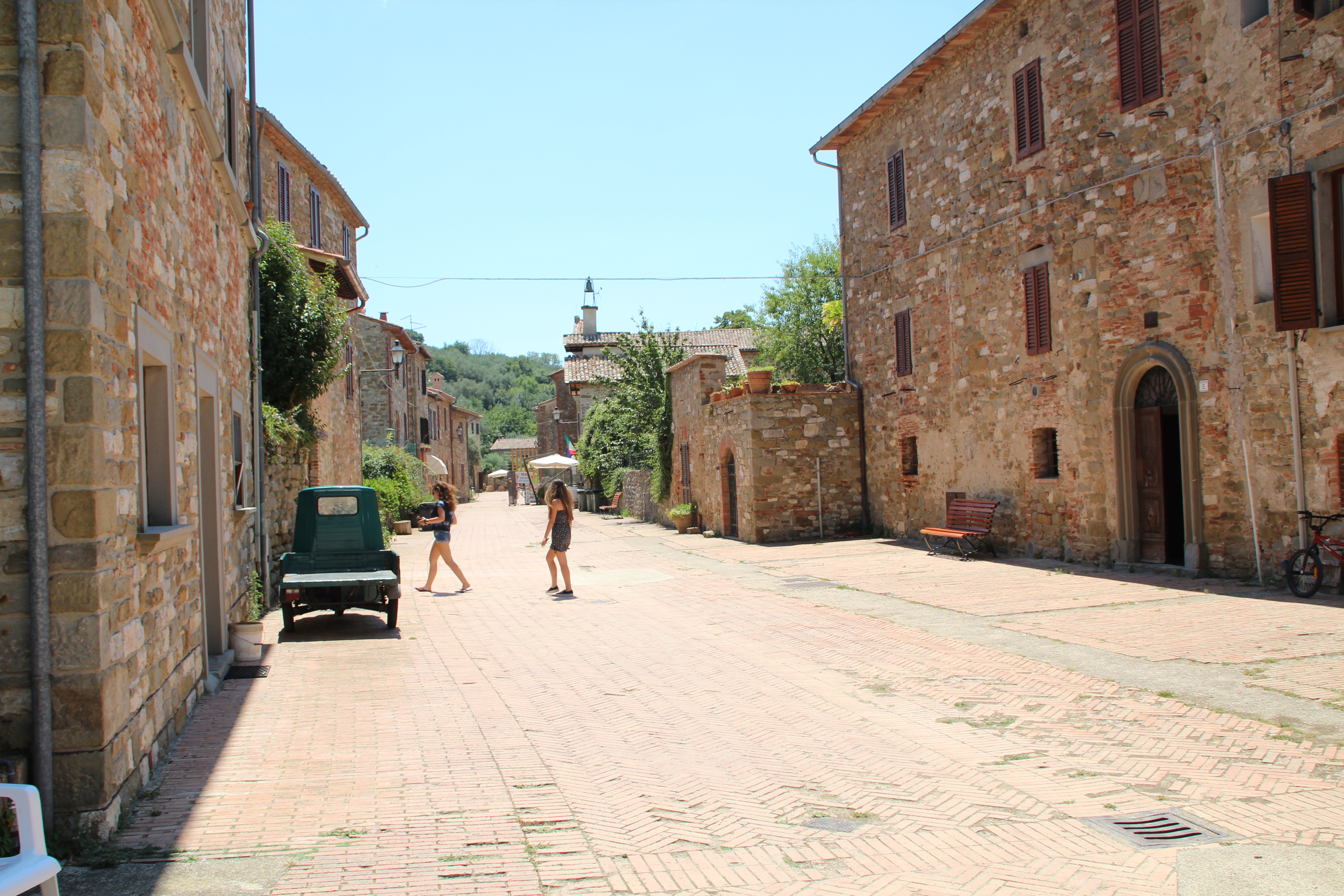
Via Guglielmi

Die Insel ist spätestens seit römischer Zeit bewohnt. 1208 unterwarf sie sich der Stadt Perugia. 1283 ergab eine Volkszählung 70 Familien und rund 300 Personen. Ende des 12. und Anfang des 13. Jahrhunderts, nach einem durch heißes und trockenes Klima bedingten Niedrigwasser, stieg der Wasserspiegel stark an. Die große Hafenanlage an der Ostküste, bestehend aus 16 Hafenbecken aus Trockenmauern, wurde mehrere Meter überflutet.
Um 1600 sorgten zwölf Jahre lang immer wieder Hochwasser für Verwüstungen; über mehrere Jahre waren die unteren Stockwerke zahlreicher Häuser auf der Insel und den Orten am See überflutet. 1602 lag der Seespiegel knapp 4 Meter über dem heutigen Stand.
Im Lauf des 17. Jahrhunderts verlor die Isola Maggiore ihre vorherrschende Stellung im Fischfang an San Feliciano. Diese wirtschaftliche Krise führte zu einem starken Rückgang der Bevölkerung; 1630 lebten 355 Einwohner auf der Insel, 1681 waren es noch 181. Vom Beginn des 18. bis zu den ersten Jahrzehnten des 19. Jahrhunderts schwanken die Zahlen zwischen 100 und 150, mit dem niedrigsten Stand zur Zeit des größten Hochwassers. Nur wenige Häuser waren noch bewohnt, der obere Dorfteil war ganz verlassen. Erst um 1850 stiegen die Bevölkerungszahlen dank verbesserten Lebensbedingungen und Verdienstmöglichkeiten wieder auf über 200.
Um die Mitte des 20. Jahrhunderts, nach einem Hochwasser im Jahr 1941, begann der Wasserstand des Sees dramatisch zu fallen, bis der See um 1950 eher einem Sumpfgebiet glich. Die verminderten Fischfangmöglichkeiten führten zu einer Abwanderung der Bevölkerung in die umliegenden Städte. Um ihre Einkommen zu verbessern, widmeten sich viele Fischer vermehrt der Jagd auf Wasservögel; der Lago Trasimeno wurde zu einem Ziel des nationalen Jagdtourismus.
Heute ist neben der Fischerei der Tourismus die größte Einkommensquelle der Bewohner der Isola Maggiore.

## Sehenswürdigkeiten

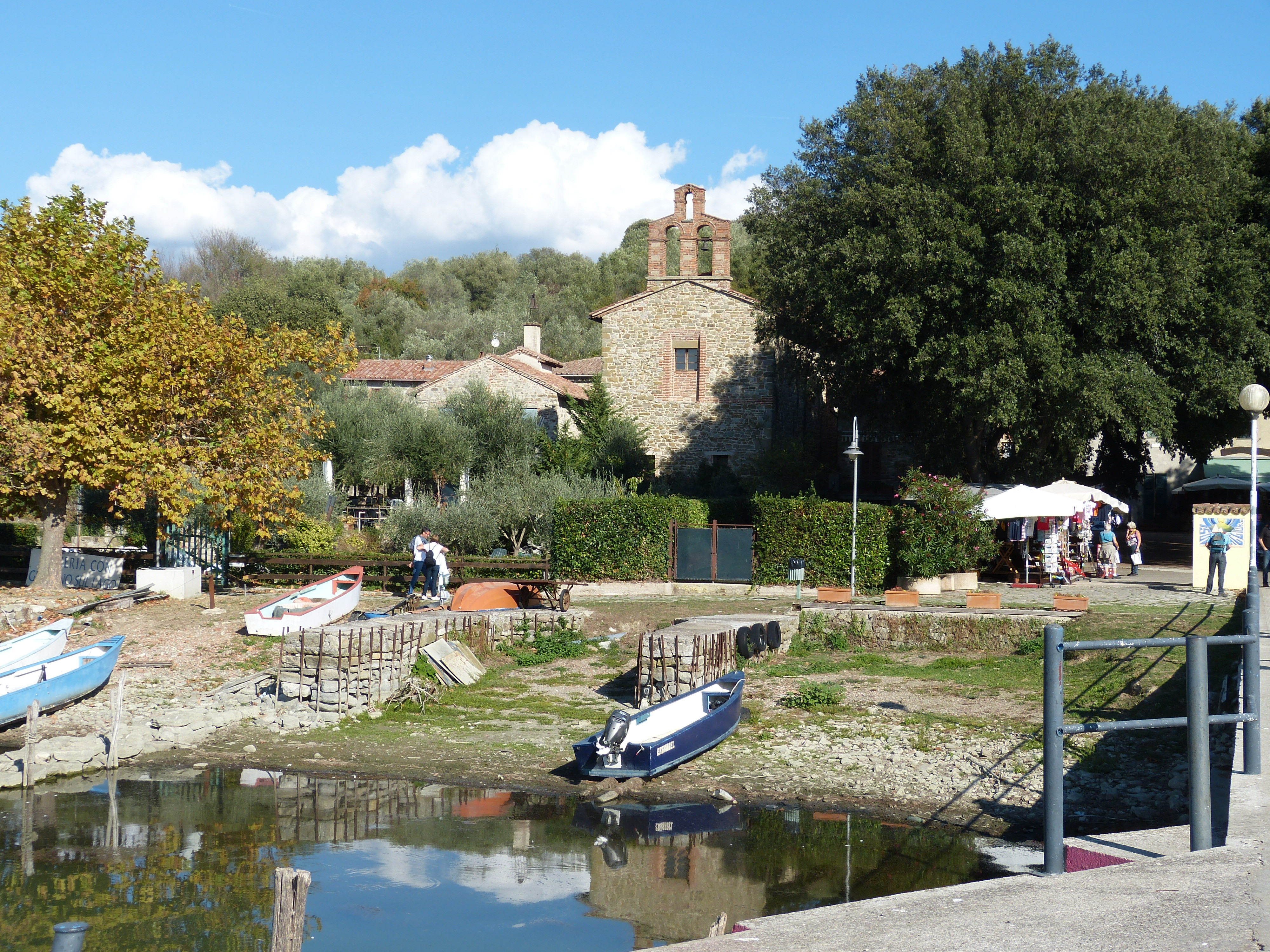
Die Kirche Buon Gesù am Hafen

### Kirche „Buon Gesù“
Die Kirche steht an der Via Guglielmini und wurde im 14. Jahrhundert als Oratorium von der Laienbruderschaft „Confraternita di Santa Maria“ errichtet. Das Innere und die Fassade wurden im 17. und 18. Jahrhundert umgestaltet. Der Hochaltar stammt aus der Zeit des Spätbarocks, das Altarbild wurde 1736 vom Anton Maria Garbi aus Tuoro geschaffen, der in Perugia und um den Trasimenischen See aktiv war. Das Bild „Himmelfahrt der Jungfrau Maria mit Heiligen“ an der linken Seite des Schiffes stammt von Giacomo Giorgetti aus Assisi und entstand zwischen 1630 und 1640.

### Haus „Capitano del Popolo“
Neben der Kirche „Buon Gesù“ steht das Haus „Capitano del Popolo“ (Haus des Stadtherrn). Die gotischen Spitzbogenfenster lassen auf eine Erbauung im 14. Jahrhundert schließen. Die große Uhr wurde in der zweiten Hälfte des 18. Jahrhunderts eingebaut. Das renovierte Gebäude beherbergt heute das historische Dokumentationszentrum der Insel. Das Kruzifix in der ersten Etage wurde in der Mitte des 15. Jahrhunderts von einem Kunsthandwerker aus Foligno geschaffen; das Mittelbild „Madonna mit Kind“ ist Teil eines ehemaligen Triptychons. Es war früher das Altarbild der Kirche „San Michele Arcangelo“ und stammt von Sano di Pietro.

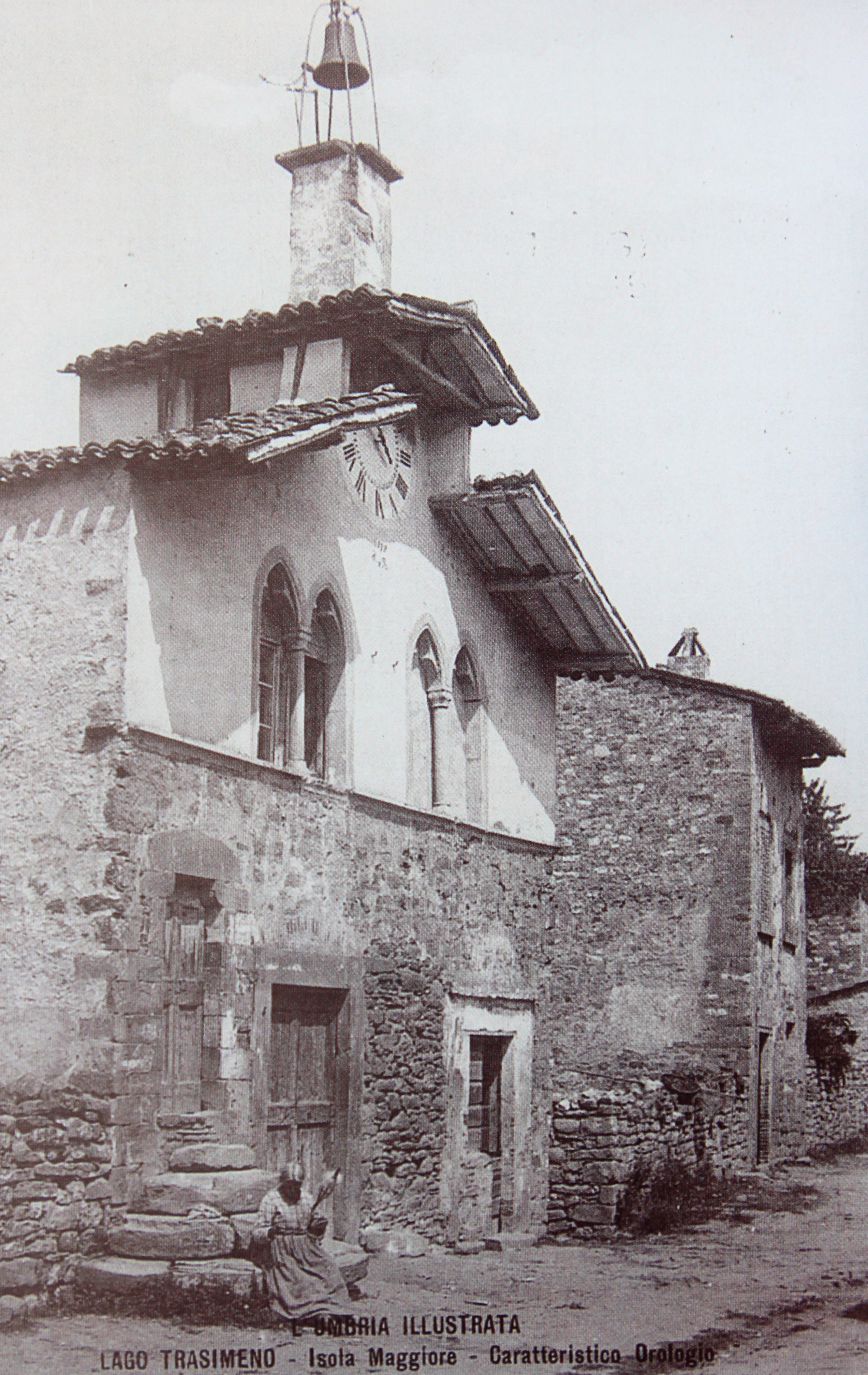
„Casa del Capitano“ um 1900
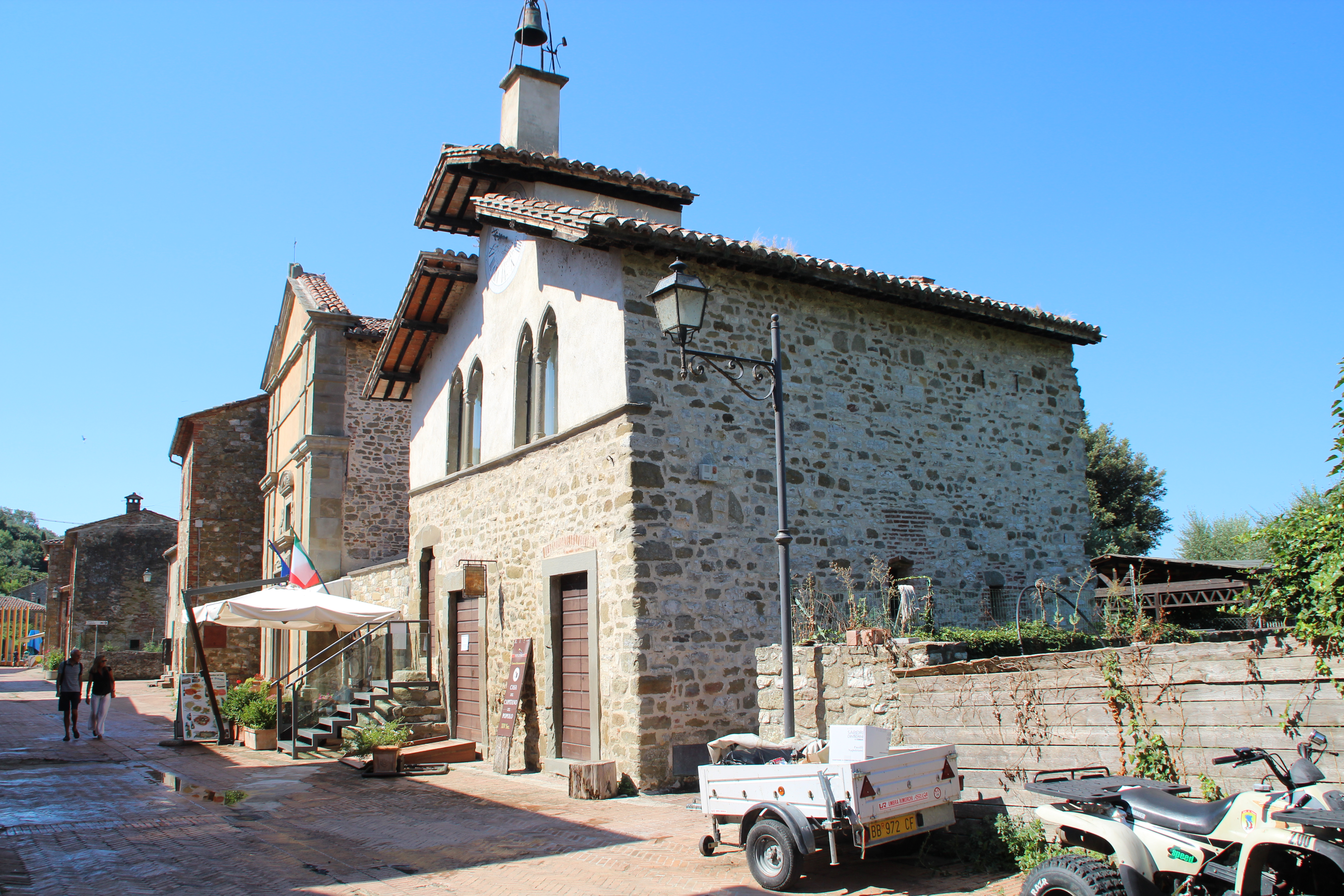
Die „Casa del Capitano“, links davon die Kirche „Buon Gesù“
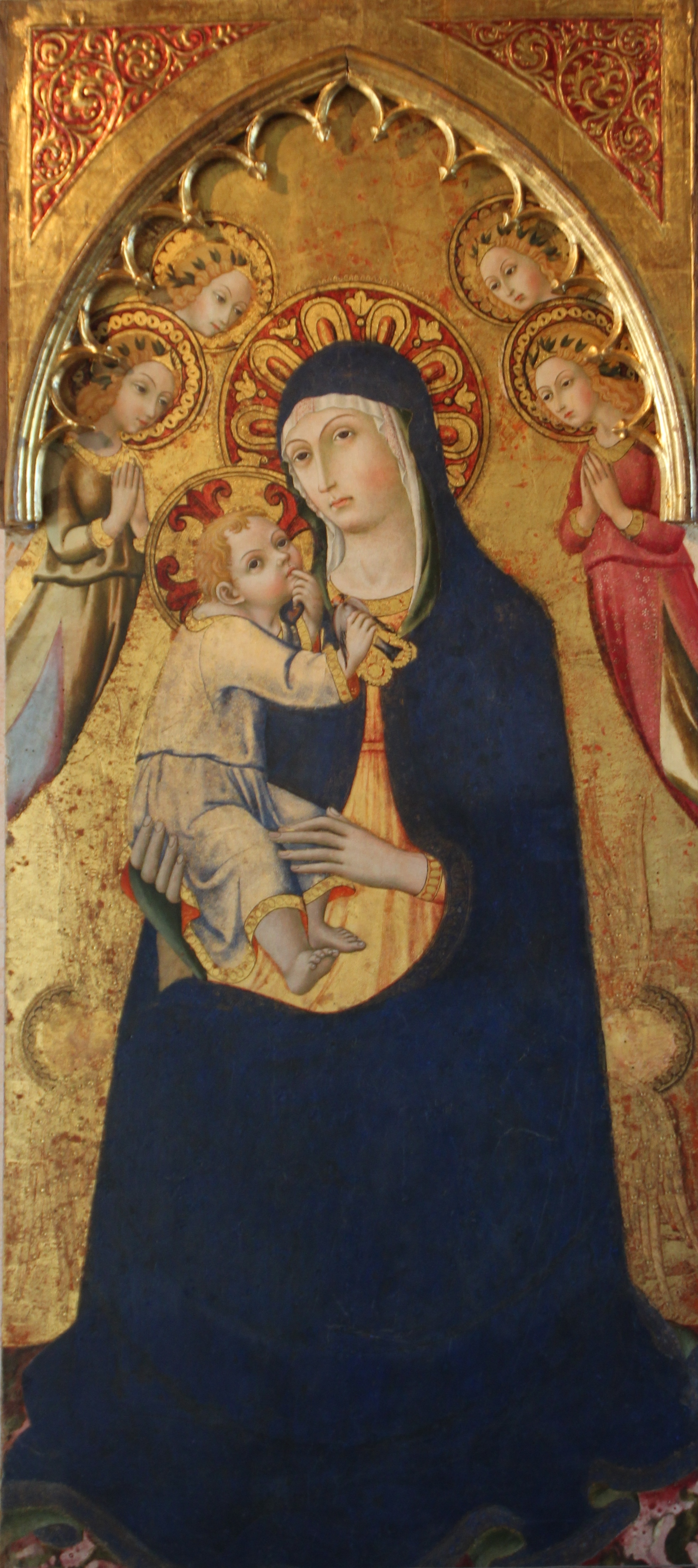
Madonna mit Kind
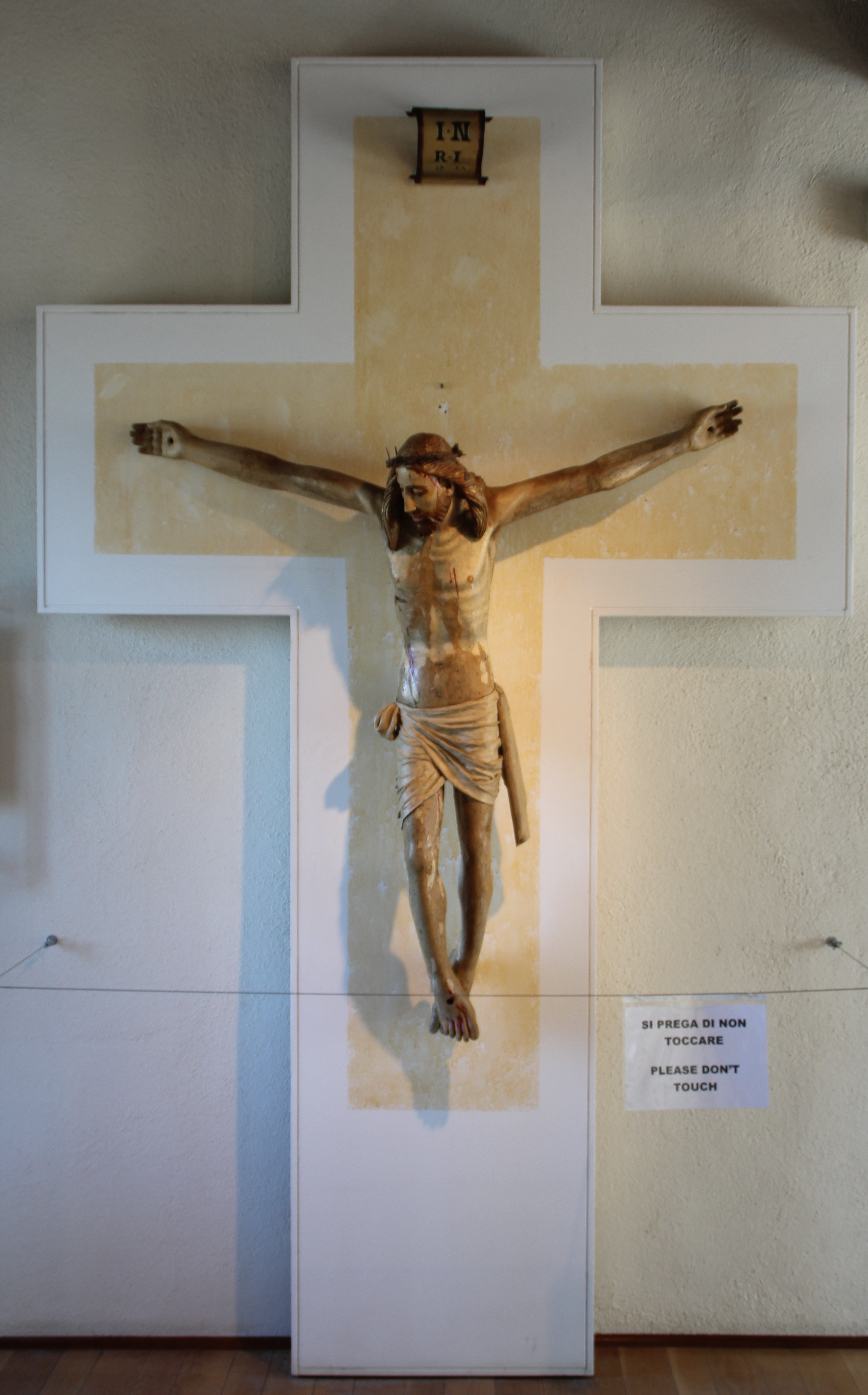
Kruzifix
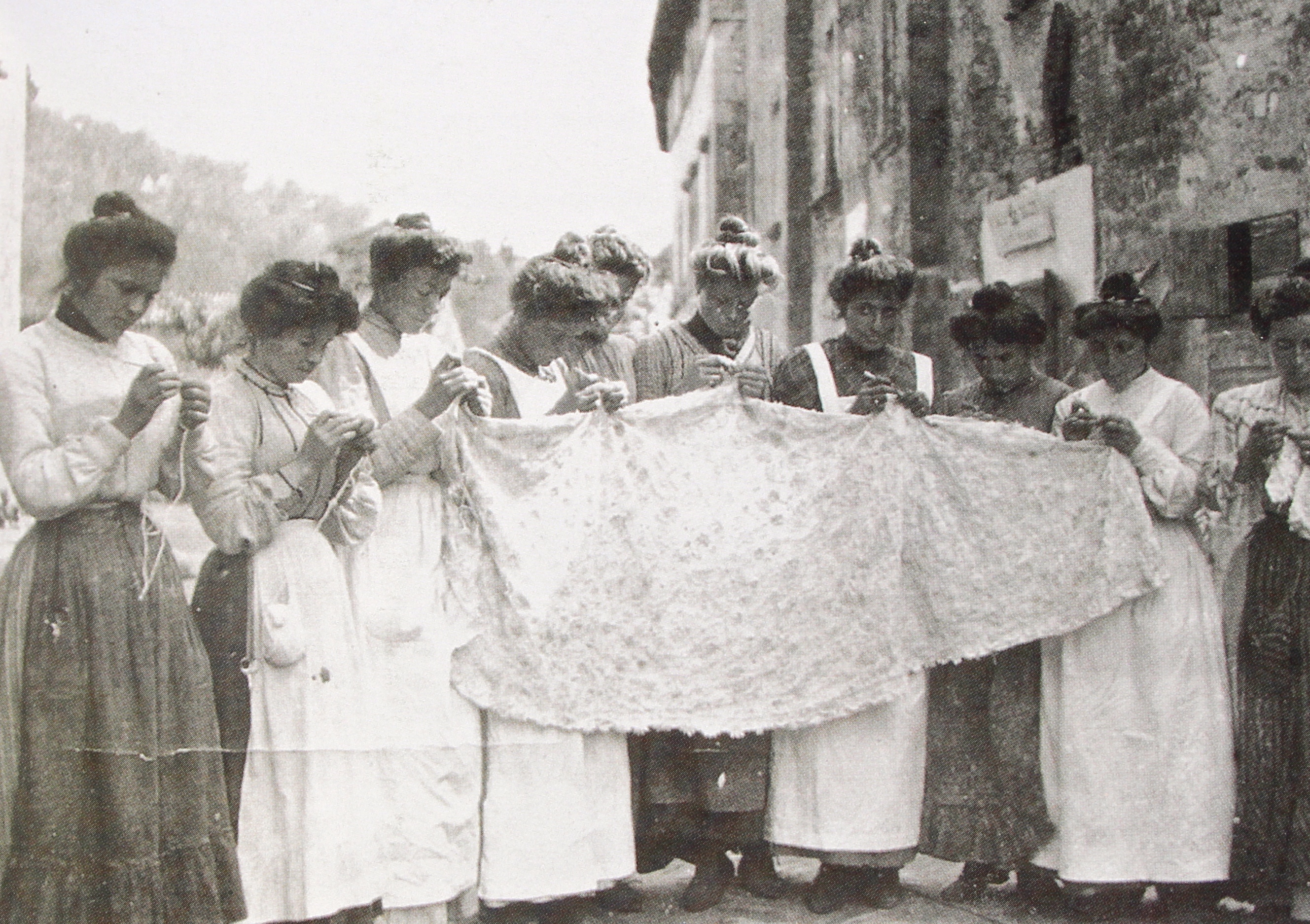
Stickerinnen, um 1905

### Museo del Merletto

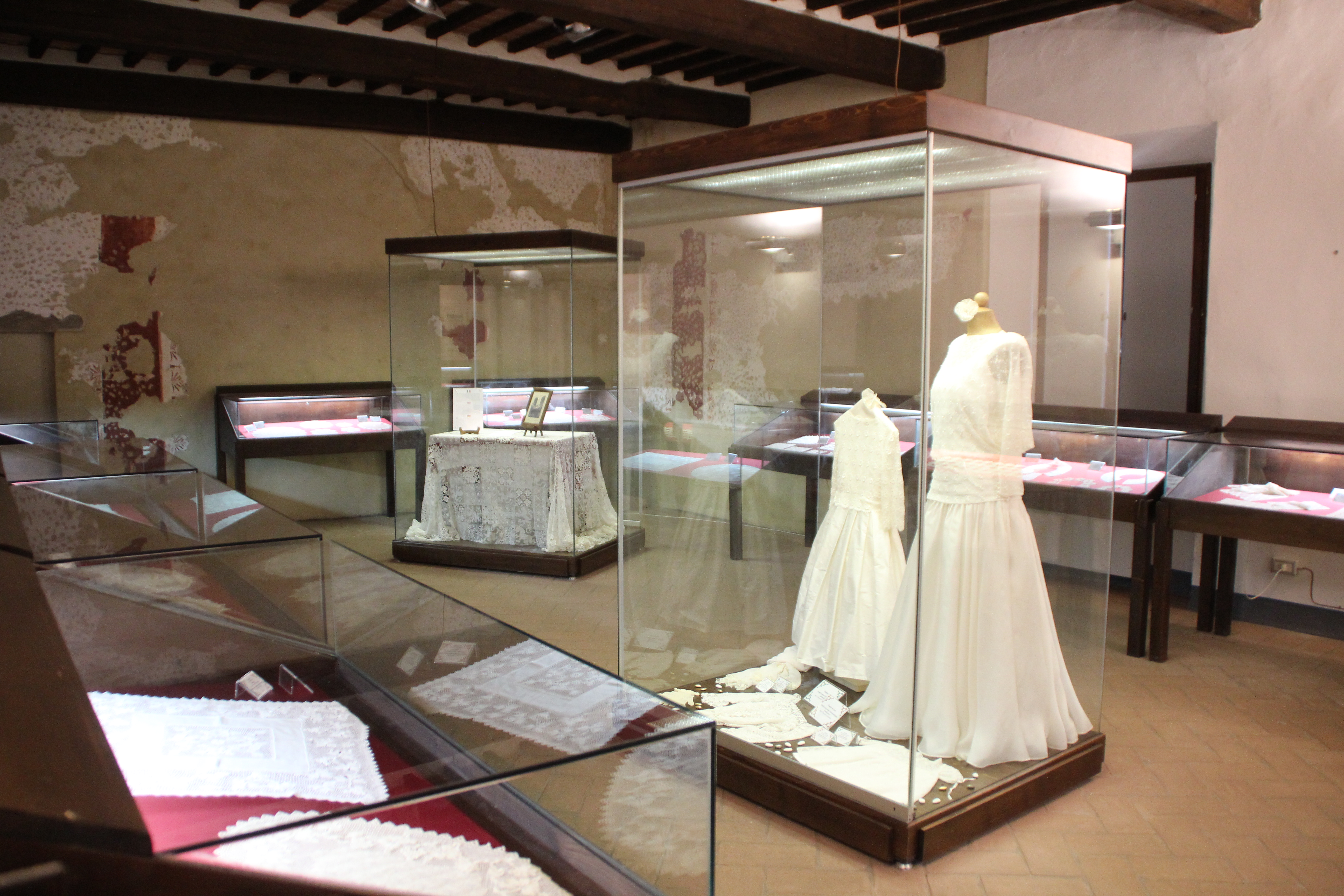
Im Museum Merletto

Das Museum für handgearbeitete Spitzen ist im ehemaligen Sitz der Laienbruderschaft „Confraternita di Santa Maria“ gegenüber dem Schiffsteg untergebracht. Gezeigt werden aufwendig gearbeitete Häkelarbeiten wie Decken, Kragen, Handschuhe oder Taschentücher, die auf der Insel mit einer sehr feinen Nadel und hauchdünnen Baumwollfäden hergestellt wurden.
Elena Guglielmi, die Tochter des Marchese Giacinto Guglielmi, gründete zu Beginn des 19. Jahrhunderts eine Schule für handgearbeitete Spitzen, um den Frauen und jungen Mädchen der Insel eine Verdienstmöglichkeit zu schaffen. Eine Lehrerin aus Turin, Fachfrau für irische Häkelspitzen, unterrichtete 1907 rund 30 Frauen. Auch heute noch sitzen häkelnde Frauen vor ihren Häusern an der Via Gulielmini und verkaufen ihre Arbeiten an Touristen.

### Kirche San Salvatore

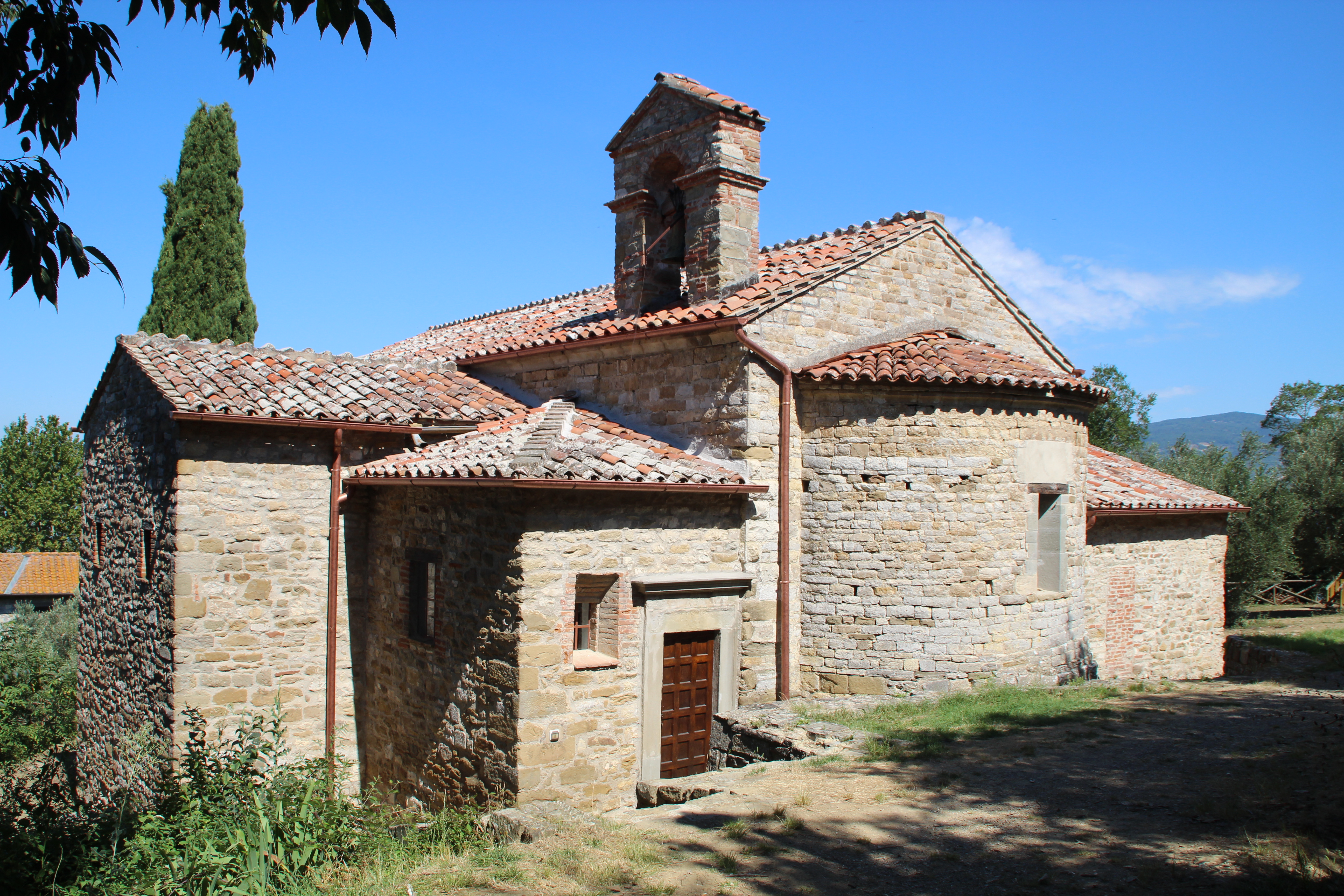
Kirche San Salvatore

Die romanische Kirche steht auf einer Anhöhe im Norden der Insel. Sie stammt aus dem 12. Jahrhundert und wird 1238 erstmals erwähnt. Das in Stein gehauene Portal zeigt Figuren und Dekorationen aus der zweiten Hälfte des 12. Jahrhunderts. Der Innenraum ist einschiffig mit einem Querschiff und halbkreisförmiger Apsis. Von den Malereien an den Innenwänden haben sich nur noch Spuren erhalten.

### Kirche San Michele Arcangelo
Am höchsten Punkt der Insel steht die dem Erzengel Michael geweihte gotische Kirche Pieve di San Michele Arcangelo. Nachgewiesen ist sie erstmals 1136; der heutige Bau stammt aus dem 13. Jahrhundert. Die zahlreichen Fresken entstanden zwischen dem Ende des 13. und Anfang des 16. Jahrhunderts. Das bemalte Kruzifix stammt von Bartolomeo Caporali und entstand um 1460. Die Kirche wird immer noch für Hochzeiten genutzt.

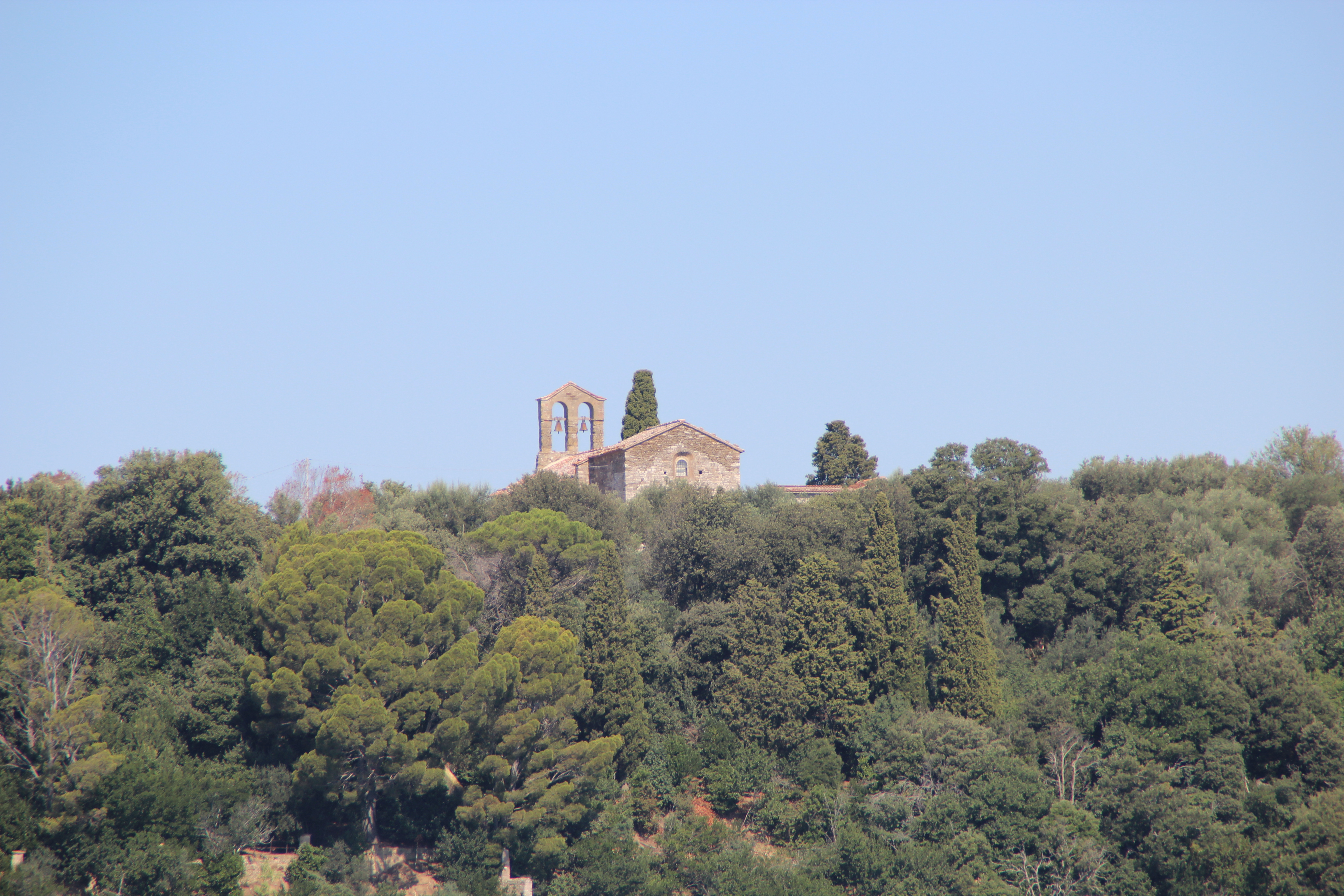
Lage der Kirche
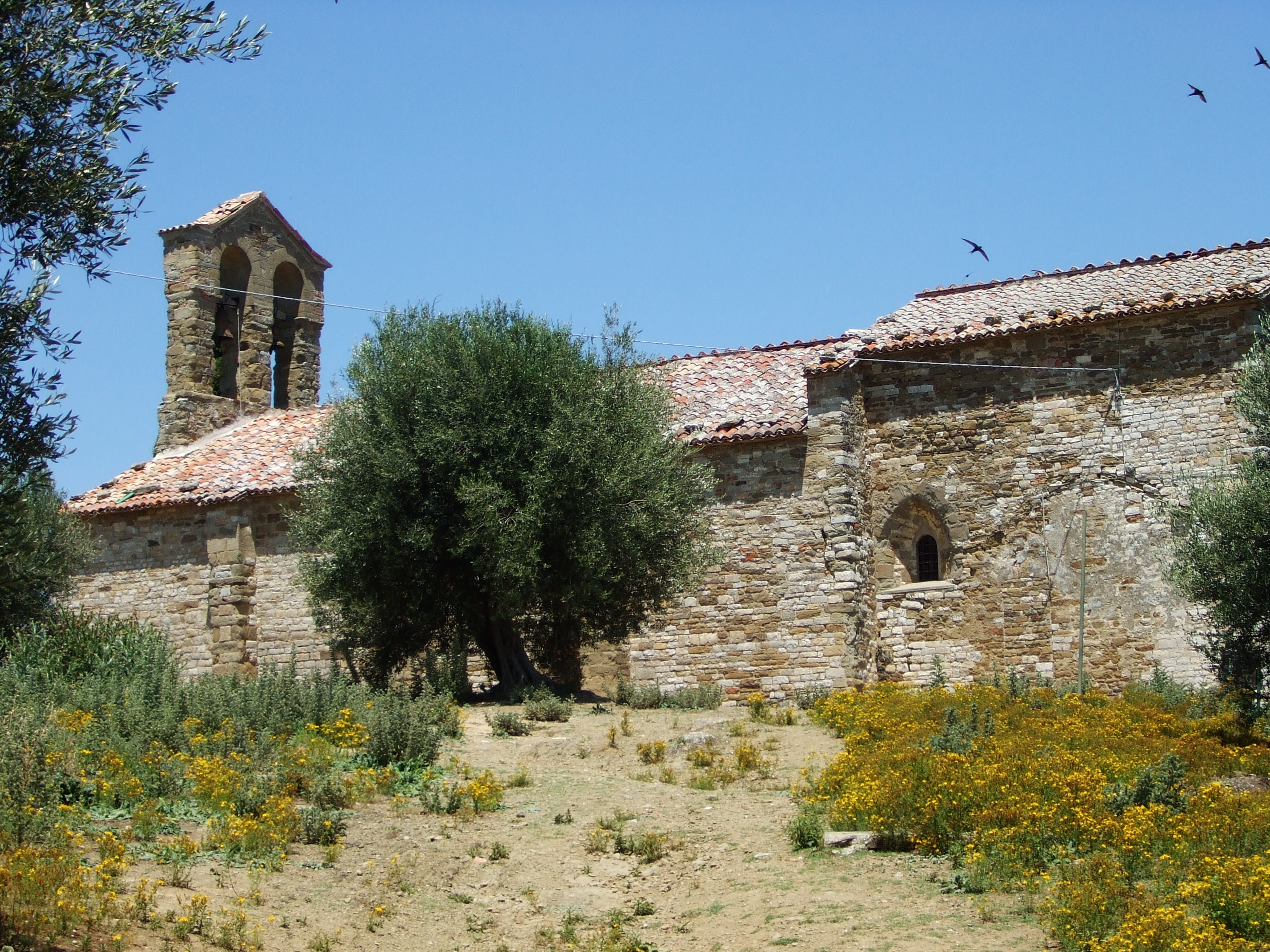
Kirche San Michele Arcangelo
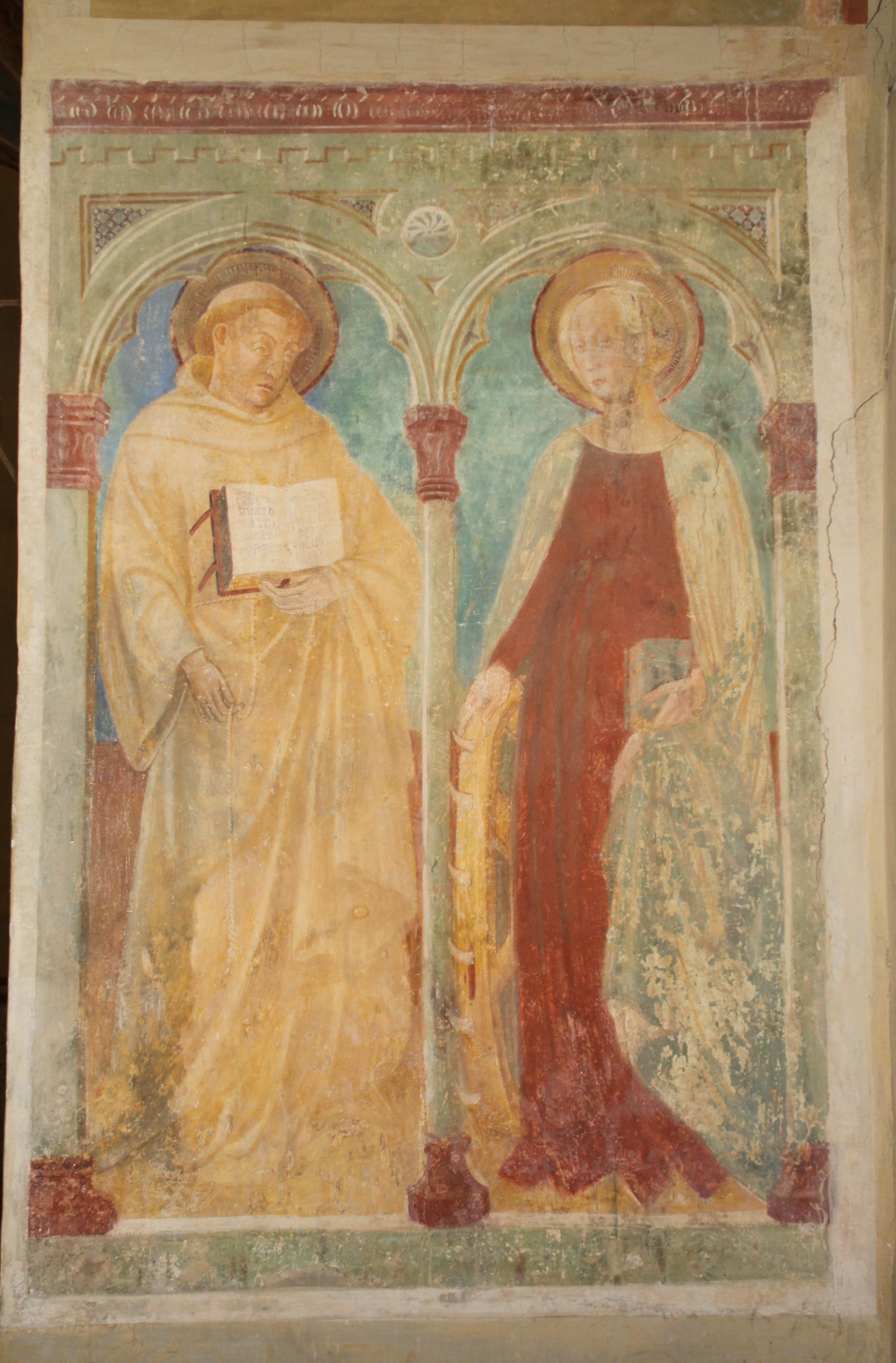
Antonius von Padua und Katharina von Alexandria

### Villa Isabella

#### Kloster San Francesco

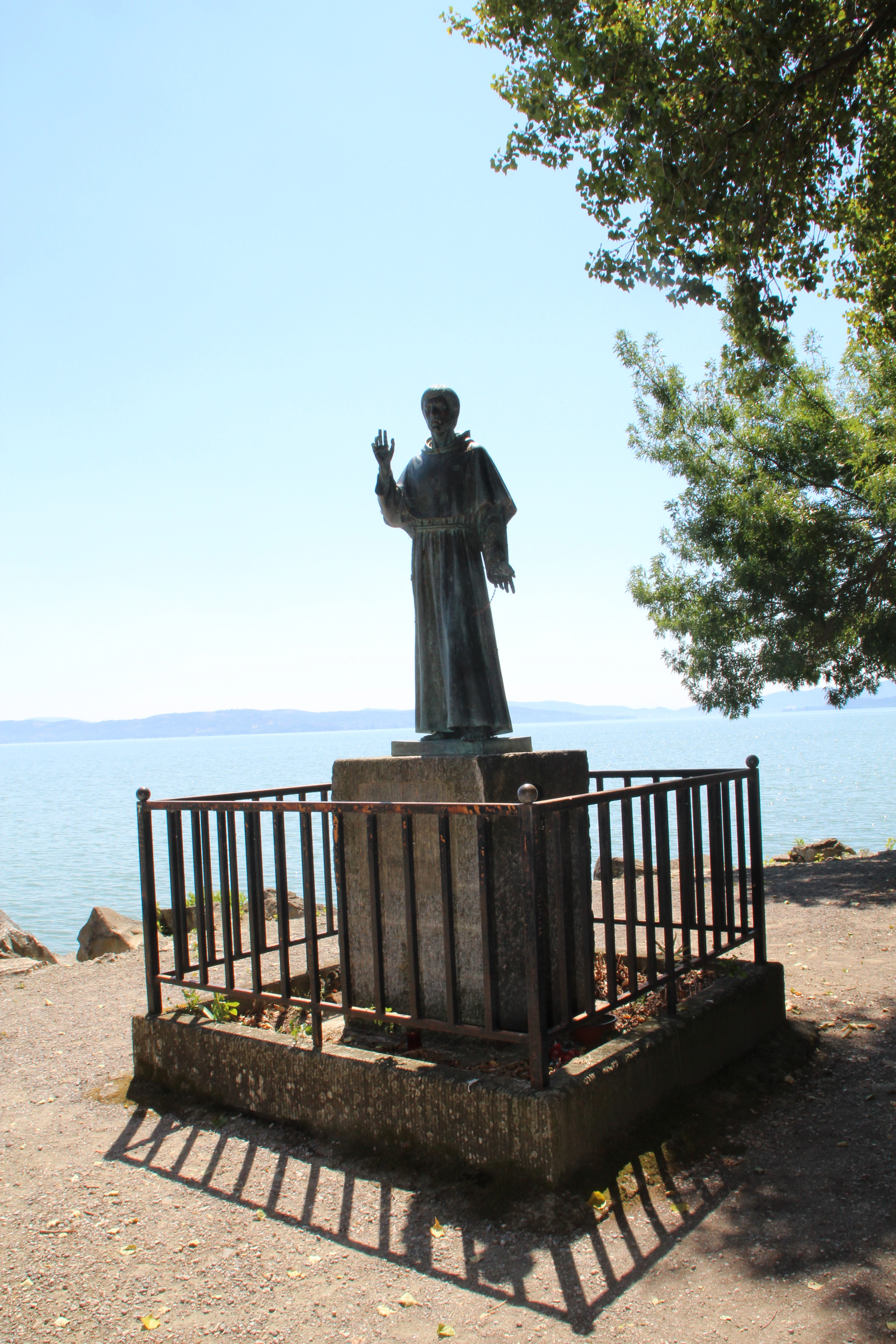
Statue des Franz von Assisi aus dem Jahr 1982

Schon die erste Biografie des heiligen Franziskus von Thomas von Celano aus dem Jahr 1229 erwähnt seinen Aufenthalt auf der Isola Maggiore. 1211 soll Franziskus die Fastenzeit auf der Insel verbracht haben. Eine kleine Kapelle auf der Ostseite und eine Bronzestatue aus dem Jahr 1982 erinnern daran.
Die früheste Erwähnung von Franziskanerbrüdern auf der Insel stammt aus dem Ende des 13. Jahrhunderts. 1328 wurde mit dem Bau der Kirche und des Klosters begonnen; die Gelder dazu wurden von der Stadt Perugia gestiftet. Um 1500 wurde die Kirche erweitert. Nach der Auflösung der religiösen Bruderschaften während der Vereinigung Italiens im Jahr 1861 verließen die Mönche die Insel.

#### Vom Kloster zur „Villa Isabella“
1865 kamen die Gebäude des Komplexes mit der Einrichtung in den Besitz der Gemeinde Castiglione del Lago. 1866 richtete Castiglione im Gebäude ein Spital ein. 1875 ging die Insel an die Gemeinde Tuoro über. 1883 entschied der Gemeinderat von Tuoro, das ehemalige Franziskanerkloster und die Kirche zu verkaufen.
1887 erstand der Marchese Giacinto Guglielmi aus Civitavecchia (1847–1911) das Kloster für 8000 Lire, 1891 kaufte er für 1000 Lire noch die Kirche aus dem 14. Jahrhundert. Er ließ beide Gebäude restaurieren und mit großem Aufwand zu einem zinnenbekrönten neugotischen Castello umbauen, das er nach seiner Gattin Isabella benannte, einer Tochter des römischen Markgrafen Filippo Berardi. Inspiriert wurde Guglielmi durch Erzherzog Ferdinand Maximilians von Österreich Schloss Miramare in Triest. Am 6. Oktober 1891 wurde die „Villa Isabella“ prunkvoll eingeweiht. 
Die luxuriöse Villa mit rund 200 Räumen, Theatersaal, Gemäldekollektionen, chinesischen Vasen, Rüstungen, Waffen und antiken Fundgegenständen aus der Region wurde für viele Jahre Treffpunkt der eleganten Welt und Teil des gesellschaftlichen Lebens jener Epoche. Auf dem See verkehrte eine eigens zur Überfahrt angeschaffte kleine Flotte mit drei Raddampfern, der Fähre „Trasimeno“ und dem Motorboot „Bufalo“. Nach dem Tod Giacinto Guglielmis im Januar 1911 führte sein Sohn Giorgio, auch er Senator im Königreich Italien, das Werk seines Vaters fort.

#### Neuste Zeit
Mit dem Zweiten Weltkrieg endete die Ära der Familie Guglielmi, die sich 1941 letztmals auf der Insel aufhielt. 1944 waren in der Villa politische Gefangene untergebracht.
Das Schloss blieb bis 1975 im Besitz der Familie Guglielmi. Zwischen 1960 und 1970 wurde es verlassen und die Inneneinrichtung entfernt; es zerfiel und verkam zur pittoresken Ruine. Zwischen 2007 und 2009 wurde das Gebäude restauriert. Heute ist die Anlage in Privatbesitz und kann nicht besichtigt werden. Der im Jahr 2012 verlangte Verkaufspreis lag bei 11 Millionen Euro. Im November 2018 wurde das Objekt für 4,5 Millionen Euro zum Verkauf angeboten.

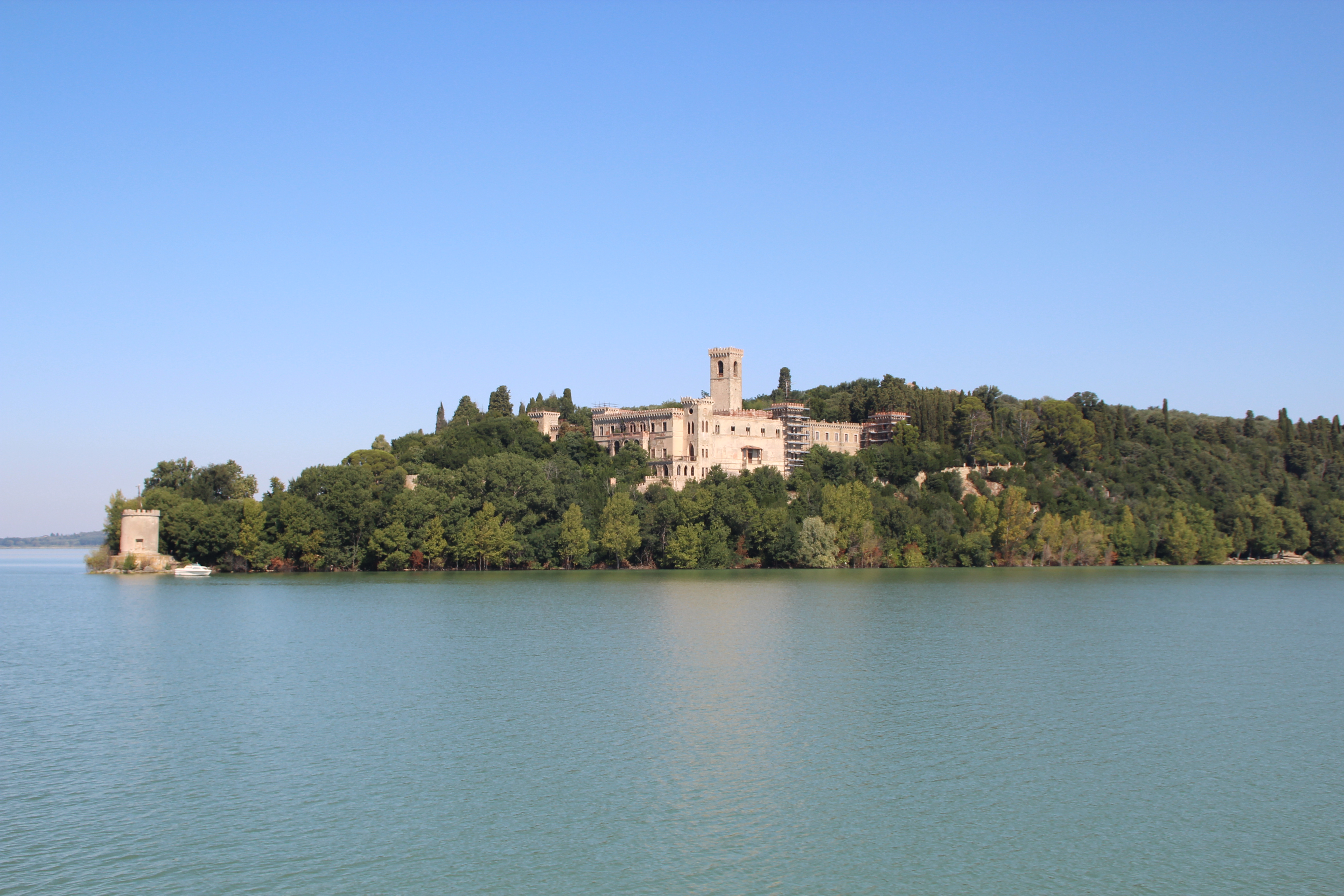
2014
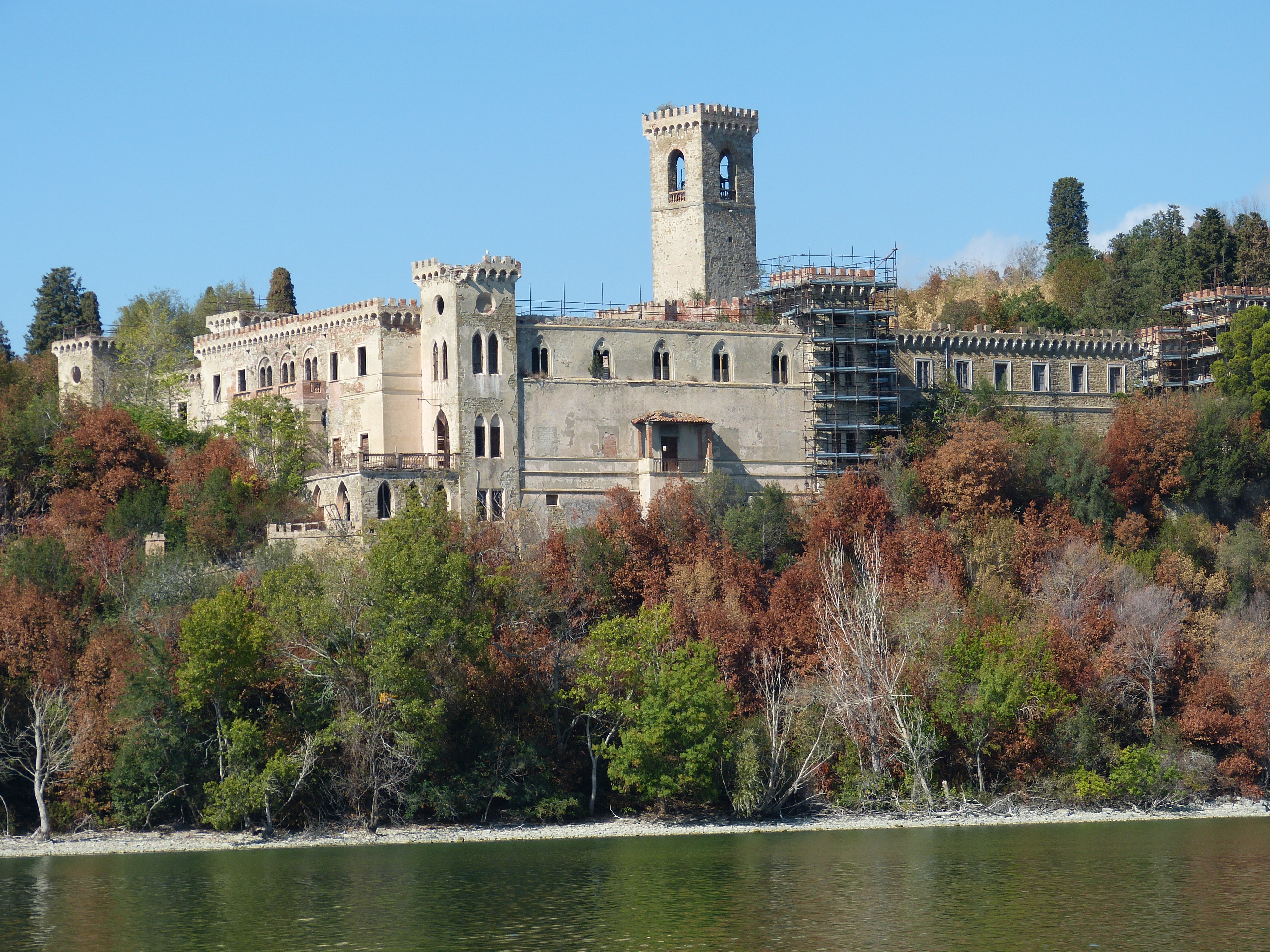
2017
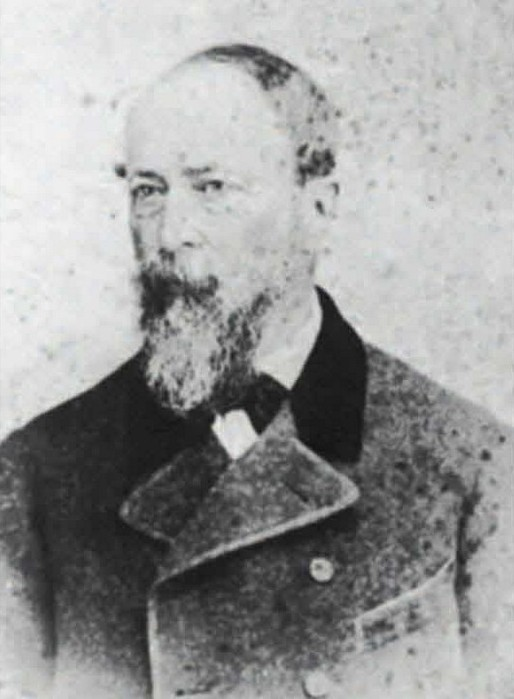
Giacinto Guglielmi
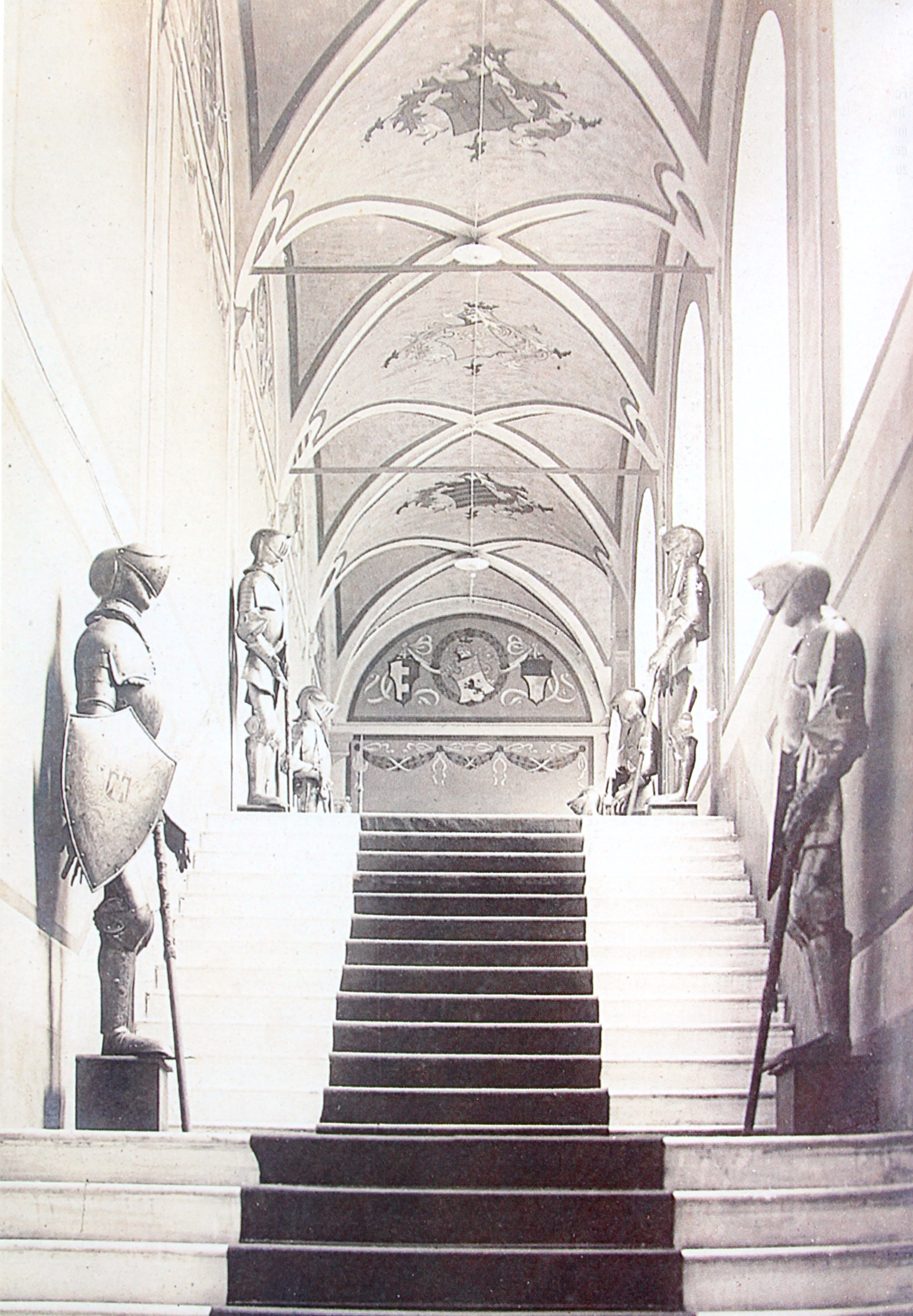
Treppenaufgang